# یوکی آبه
یوکی آبه (به انگلیسی: Yuki Abe) بازیکن فوتبال اهل ژاپن و عضو تیم ملی فوتبال ژاپن است که در تاریخ ۲۹ ژانویه ۲۰۰۵ میلادی اولین بازی ملی‌اش را انجام داد. او در ۵۳ بازی ملی حضور داشت و آخرین بازی ملی خود را در تاریخ ۷ اکتبر ۲۰۱۱ میلادی انجام داد. یوکی آبه در بازی‌های ملی‌اش
۳ گل به ثمر رسانده‌است.